# Френкель, Захарий Григорьевич
Захарий Григорьевич Френкель (25 декабря 1869, местечко Борисполь Переяславского уезда Полтавской губернии — 25 августа 1970, Ленинград) — врач, депутат Государственной думы I созыва от Костромской губернии, профессор, специалист по социальной и коммунальной гигиене, демографии и геронтологии, академик АМН СССР (1945).

## Биография
Из семьи крещёных евреев. Отец — Григорий Андреевич Френкель (1828—1914), управляющий имениями в селах Тополи, Борки, Берёзовая Рудка, дольше всего работал у И. П. Закревского. Мать — Елизавета Андреевна (урождённая Бах, 1834—1910), двоюродная сестра народовольца, впоследствии биохимика, академика А. Н. Баха. Окончил двухклассное училище в городе Козелец. Поступил в Нежинскую гимназию. В 4-м классе гимназии организовал образовательный кружок по изучению запрещённой для гимназистов литературы (Писарева, Чернышевского и др.). Окончил гимназию с золотой медалью. С 1889 учится на медицинском факультете Московского университета. Член «Союзного совета землячества». Арестован за участие в студенческой сходке, провел 2 месяца в Бутырской тюрьме. В 1890 году исключен из университета и выслан в Киевскую губернию под гласный надзор полиции. Безуспешно пытался подать документы в Киевский и Варшавский университеты, поступил в Дерптский университет. В студенческие годы в Дерпте участвовал в кружке по изучению марксизма. По словам В. М. Чернова, Френкель стоял в центре кружка украинофилов. В 1895 после окончании университета некоторое время служил в Медицинском совете Министерства внутренних дел, работал ординатором в Обуховской больнице в Петербурге.
- В 1896—1901 санитарный врач Петербургского губернского земства в Петергофском участке[3] Новоладожского уезда и фабричных пригородах Московского и Нарвского трактов. Опубликовал очерки об условиях труда рабочих на плитных ломках на р. Волхове, на лесных заготовках, по сплаву леса и дров и т. п[4].
- 1 (13) ноября 1898 обвенчался с Любовью Карповной Полтавцевой (1870—1948) в церкви Политехнического института в Петербурге. В семье три дочери[2].
- В 1901 (по другим данным в 1900[4]) выслан из Санкт-Петербурга в Новгород как «неблагонадёжный». Ординатор земской психиатрической больницы в селе Колмово Новгородской губернии. В 1901 выслан из Новгорода[4].
- В 1902—1904 гг — заведующий санитарным отделом Вологодского губернского земства
- В 1904—1907 гг — заведующий санитарным отделом Костромского губернского земства.

Интересы в науке были связаны изучением мозга и невропатологией. Сотрудничал с журналами «Вестник общественной гигиены», «Практический врач», «Больничной газеты имени С. П. Боткина», а также «Начало», «Новое слово», «Жизнь», «Мир Божий». В 1904—1905 вошёл в состав «Союза освобождения», участвовал в земских съездах. Член партии Народной свободы, один из организаторов Костромского отделения партии кадетов. 19 октября 1906 избран в Центральный комитет кадетской партии.
27 марта 1906 избран в Государственную думу I созыва от общего состава выборщиков Костромского губернского избирательного собрания. Секретарь в Конституционно-демократической фракции. Член комиссии для составления проекта всеподданнейшего адреса, библиотечной и бюджетной комиссий, комиссии о собраниях. Секретарь библиотечной комиссии. Подписал законопроект «42» по аграрному вопросу, «О гражданском равенстве», «О неприкосновенности членов Государственной Думы». 8 июня 1906 г. участвовал в прениях по вопросу о порядке обсуждения аграрной реформы, выступил с критикой «законопроекта 33». Входил в комиссию при парламентской фракции кадетов, созданной для «организации мер поддержания связи между Государственной Думой и населением», предусматривался сбор адресов для рассылки «народной партийной литературы», изыскание средств для её доставки.
10 июля 1906 года в г. Выборге подписал «Выборгское воззвание» и осуждён по ст. 129, ч. 1, п. п. 51 и 3 Уголовного Уложения, приговорён к 3 месяцам тюрьмы. Отбывал наказание в Костромской тюрьме в одиночной камере Костромской тюрьмы одновременно с депутатами от той же губернии П. А. Сафоновым И. В. Замысловым, Н. А. Огородниковым, лишён избирательных прав. Затем в административном порядке выслан из Костромской губернии.
Переехал в Москву. В 1908—1909 в качестве корреспондента газеты «Русские ведомости» объездил города Центральной России и Поволжья, изучая их санитарное состояние. Во время этих поездок по заданию ЦК Конституционно-демократической партии устанавливал контакты с местными группами партии, знакомился с их организационным состоянием. Летом 1909 переехал в Санкт-Петербург. Публиковался в журналах «Земское дело» и «Городское дело». С 1910 главный редактор «Земского дела». На Всемирной гигиенической выставке в Дрездене удостоен почётного диплома (высшей награды) за участие в организации отдела земской медицины. С 1910 года преподаватель Еленинского клинического института, Института экспериментальной медицины, Психоневрологического института в Санкт-Петербурге. Соорганизатор Всероссийской гигиенической выставки в 1913 году.
Летом 1914 года на гонорар от выпущенной книги «Очерки земского врачебно-санитарного дела» построил дом на Васильевской улице (ныне Светлановский проспект) в посёлке Лесном и жил там до конца жизни.
С начала Первой мировой войны находился в действующей армии на фронте. Вскоре по болезни был переведен в тыл. Участвовал в работе Всероссийского союза городов по оказанию помощи раненым. Совместно с В. И. Штейнингером возглавлял Петроградское отделение союза городов. В 1915—1917 работал в клинических и бактериологических лабораториях Центрального военного госпиталя.
После Февральской революции 1917 товарищ председателя Центрального врачебно-санитарного совета при Временном правительстве, который координировал деятельность всех организаций страны в области здравоохранения. Гласный Петроградской городской думы. В марте 1917 вновь кооптирован в ЦК Конституционно-демократической партии. По заданию ЦК ездил по стране и на фронт, выступал на митингах и собраниях. На VII-м (25—28 марта 1917) и VIII-м (9—12 мая 1917) съездах партии и на заседаниях ЦК многократно выступал по вопросам политической тактики. Выступал за сотрудничество с Петроградским Советом рабочих и солдатских депутатов для обеспечения «мирной эволюции России». На IX-м съезде партии (23—28 июля 1917) выдвинут кандидатом в Учредительное собрание (от Бессарабской, Костромской и Черниговской губерний). На заседаниях ЦК 19—20 июля и 20 августа 1917 высказался против установления диктатуры, предостерегая от использования «хирургических методов спасения». 12—15 августа 1917 член Государственного совещания в Москве. С 3 октября 1917 член Временного совета Российской республики (Предпарламента).
После октября 1917 продолжал работать во Врачебно-санитарном совете, который был распущен в феврале 1918. По поручению Комиссариата здравоохранения Союза коммун Северной области весной 1918 боролся с холерой в Петрограде и его окрестностях, а также в Пскове, Новгороде, Вологде, Череповце и других.
- В 1919—1949 заведующий кафедрой социальной гигиены Санитарно-гигиенического института.

В 1921 году в семье Захария Григорьевича жила оставшаяся беспризорной Елизавета (или Люля) Козловская, 11-летняя дочь А. Н. Козловского, организатора обороны Кронштадта во время Кронштадтского восстания (её отец ушёл с восставшими в Финляндию, мать и 4 брата попали в лагеря). Особое участие в Люле (домашнее имя Козловской) принимала старшая дочь Френкеля Зинаида. Семье Френкелей удалось (как неизвестно) переправить девочку в Финляндию к отцу.
- В 1922—1926 читал курс лекций по коммунальной гигиене на инженерно-строительном факультете Политехнического института.
- В 1928 году автор статей в Большой медицинской энциклопедии[10].
- В 1924—1953 заведующий кафедрой социальной гигиены Ленинградского института усовершенствования врачей.
- В 1924—1953 основатель и руководитель Ленинградского отделения Всесоюзного гигиенического общества.
- В 1934—1952 — профессор Ленинградского института усовершенствования врачей.

20 июля 1938 года арестован. Допрашивали в том числе о «провинностях» кадетской фракции в Первой Государственной Думе, с какими бывшими членами Думы поддерживает отношения. В возрасте 69 лет выдержал избиения, 60-часовые допросы, многочасовые «выстойки» (следователи Леонтьев, Фалин, Кудрявцев и другие). Не подписал признательных показаний. В апреле 1939 во время бериевского «обратного потока» освобождён начальником Управления НКВД СССР по Ленинградской области С. А. Гоглидзе.
Оставался в Ленинграде во время блокады 1941—1943.
В 1945 году избран действительным членом Академии медицинских наук СССР.
В 1945 присуждено звание — заслуженный деятель науки РСФСР.
- В 1955 один из организаторов и почётный председатель научного Общества геронтологов и гериатров (Ленинград)

Автор мемуаров «Записки и воспоминания о пройденном жизненном пути», изданных в 2009 году. Даже ослепнув, в возрасте, приближающемся к 100-летию, продолжал заниматься научной деятельностью и возделывать сад.
Скончался 25 августа 1970 года. Похоронен в Пушкине на Казанском кладбище.

## Семья
Жена — Любовь Карповна урожденная Полтавцева (1870—1948)
Дочь — Зинаида (1899—1983), по мужу Шнитникова, муж Арсений Владимирович Шнитников-Лагарп (1898—1983).
Дочь — Лидия (1902—1980), первый брак с Вадимом Жаковым (1902—1937) (сыном К. Ф. Жакова), второй — с М. А. Спицыным (1900—1964).
Дочь — Валентина (1903 г. р.), первый брак с С. А. Самофалом, второй — с Л. А. Быстреевским, третий — с К. С. Косяковым.
Вторая жена — Екатерина Ильинична Мунвез (1881—1962), по первому мужу Эльштейн, главврач, заведующая санатория «Малютка», официально отношения с ней были оформлены в 1948 году, после смерти первой жены. 
Сын — Илья Захарович Мунвез-Френкель (1919—2011), преподаватель физики в военном училище, проживал в г. Пушкине. Умер в кругу семьи от старости.
Сестра — Вера (1858—1942), учительница
Брат — Яков Григорьевич Френкель (1861—1936), народоволец, погиб от несчастного случая (попал под поезд); был дружен с А. Н. Бахом, был арестован и проходил по одному делу («процессу 21-го») с Г. А. Лопатиным, но был оправдан.
Сестра — Софья (1863—1942)
Сестра — Юлия (1865 г. р.),
Брат — Сергей (1868—1940), учитель физики и математики в поселке Высокий под Харьковом, прадед писательницы Ирины Потаниной.
Сестра — Александра (1875—1924) в замужестве Черноголовко
Сестра — Евгения (в замужестве Левицкая, 1880—1961), издательский работник, была одним из первых читателей романа М. А. Шолохова «Тихий Дон» и способствовала его публикации в издательстве «Московский рабочий», где служила заведующей отделом; состояла в переписке с М. А. Шолоховым, ей посвящён его рассказ «Судьба человека»; заведовала библиотекой МК ВКП(б) до 1937 года, когда был арестован её зять И. Т. Клеймёнов (муж её дочери Маргариты, 1900—2000). Была замужем за революционером Константином Осиповичем Левицким (1868—1919).
Имена двух братьев или сестёр моложе З. Г. Френкеля по возрасту неизвестны.

## Награды
Награждён орденом Трудового Красного Знамени и медалями.

## Сочинения
- Холера и основные задачи оздоровления наших городов, М., 1908;
- Холера и наши города, М., 1909;
- Очерки земского врачебно-санитарного дела. СПБ, 1913;
- Петроград периода войны и революции. Пг, 1923;
- Общественная медицина и социальная гигиена. Л, 1926;
- Основы общего городского благоустройства, Л., 1926;
- Удлинение жизни и активная старость. Л., 1945; 2 изд., М., 1949, (под заглавием «Удлинение жизни и деятельная старость»);
- Волостное самоуправление, переиздана в 1999 г.
- Записки и воспоминания о пройденном жизненном пути. Санкт-Петербург: Нестор — История, 2009, 696 стр.

### Рекомендуемые источники
- Алексеева Л. Л., Мерабишвили В. М. З. Г. Френкель. М, 1971.
- Политические партии России. Конец XIX первая треть XX века: Энциклопедия. М, 1996.
- Российская еврейская энциклопедия. Том 3. М, 1997.
- П. М. Лернер. Захарий Френкель. Израиль, 2010

### Архивы
- Российский государственный исторический архив. Фонд 1278. Опись 1 (1-й созыв). Дело 39. Лист 18; Фонд 1327. Опись 1. 1905 год. Дело 143. Лист 64 оборот.